# Dernice
Dernice é uma comuna italiana da região do Piemonte, província de Alexandria, com cerca de 247 habitantes. Estende-se por uma área de 18,31 km², tendo uma densidade populacional de 14 hab/km². Faz fronteira com Borghetto di Borbera, Brignano-Frascata, Cantalupo Ligure, Garbagna, Montacuto, San Sebastiano Curone.

## Demografia
| Variação demográfica do município entre 1861 e 2011                               |
|                                                                                   |
| Fonte: Istituto Nazionale di Statistica (ISTAT) - Elaboração gráfica da Wikipedia |